# Václav Vačkář
Václav Vačkář (izgovorjava [Vaclav Vačkaž]), češki skladatelj in dirigent, * 12. avgust 1881, Dobřejovice, † 4. februar 1954, Praga. 
Vačkář je bil skladatelj in dirigent pozne romantike. Ustvaril je preko 300 skladb, najbolj je znan po svojih koračnicah, predvsem koračnici Šohaj.

## Življenjepis
Vačkař se je rodil 12. avgusta 1881. Med letoma 1895 in 1898 se je vojaško usposabljal v Przemyślu na Poljskem, takrat se je začel tudi glasbeno izobraževati. Po času bivanja na Poljskem je Váckář začel igrati in dirigirati v različnih lokalnih orkestrih, med drugim je sodeloval s Češko filharmonijo. Leta 1952 je s svojim sinom Daliborjem Cyrilom Vačkářem napisal knjigo Instrumentace symfonického orchestru a hudby dechové ("Instrumentacija za simfonični orkester in pihalno glasbo"), ki je še vedno del šolske literature na čeških konservatorijih.

## Vpliv
Vaćkářjev predhodnik Bedřich Smetana je izumil češki narodni slog, ki je utelešal željo mnogih Čehov, da bi se odcepili od avstrijskega cesarstva, poleg Vaćkářja pa so ga sprejeli tudi številni češki skladatelji. Pomemben vpliv na Vačkařja je imel tudi Antonín Dvořák, ki je bil tudi prvak češkega narodnega sloga. Dvořak je sestavil serijo čeških plesov, imenovanih "Slovanski plesi", ki so navdihnili Vačkařja, da je sestavil svoje plese s Češke.

## Družina
Bil je oče Daliborja Cyrila Vačkařa, prav tako ugledenega češkega skladatelja.